# Sinkage-rjú
A Sinkage-rjú egy XVI. századi japán kendzsucu iskola volt, amit Kamiizumi Isze no Kami Nobucuna alapított.

## Története
A XVI. században Japánban polgárháború dúlt, ami jelentősen felértékelte a harcművészeti tudás értékét. A korábbi oktatási rendszer, ahol egy egységben, tömegesen képezték a katonákat a fegyverhasználatra, eltűnt, és helyét a minél hatékonyabb technikák megszerzésére való törekvés vette át. Ezeket a technikákat, és az őket tanító stílusokat aztán a véres csaták tették próbára. Ebben az időben terjedt el a négy legfontosabb kendzsucu  iskola is. Az egyik ilyen kendszucu iskola, a Kage-rjú tanulója volt Kamiizumi Hidecugu is, aki tudását aztán átadta fiának, Nobucunának is. Nobucuna képzett harcos volt, apja oldalán védték a naganoi Yamanaka várat Takeda Singen ellen, és itt, mint a "Hét naganoi lándzsás" vezetője szerzett hírnevet. A csatában elesik apja, a vár parancsnokságát ekkor Nobucuna veszi át. A túlerő ellen nem tudták tartani a várat, ezért azt feladni kényszerültek, így Nobucuna, Singen kérése ellenére, vándorlásba kezd az országban, és vívó tudását csiszolgatva jártasságra tesz szert a Kage-rjún kívül még a másik  három iskolában is. Az így megszerzett tudást egységes tanrendszerbe foglalva alakítja meg saját stílusát, a Sinkage, vagy Új árnyék iskolát, mivel annak legfontosabb alapjai a régi Kage-rjúból származnak.

## Jellemzői
A stílus megtartotta az Árnyék iskola alapvető filozófiáját, de itt már túl tekintett a puszta "forma" megfigyelésén, a lényeggé az vált, hogy az ellenfél elméjét tükrözze vissza a vívó saját mozgása.
Továbbá, Kamiizumi megfigyelte, hogy  a hagyományosan gyakorlásra használt eszköz, a bokken, milyen súlyos sérüléseket okozhat, ha páros gyakorlásnál használják, ám, ha az ellenfél épségére kel ügyelni, könnyen rossz módszerek idegződhetnek be. Ezt orvosolandó, feltalált egy új eszközt, a sinait, mely hasított bambuszszálakból állt, bőrszalagokkal összefogva. A vágáskor a bambusz csíkok egymáson elcsúsznak, elnyelve az ütés erejét, így csak fájdalmat okoznak, de komolyabb sérülést nem.

## Hatása a harcművészetekre
Maga a Sinkage-rjú, mint önálló kendzsucu stílus, nem maradt fenn, viszont már megalapítása után nem sokkal nagyon sok más iskolával ötvöződött. Első, és leghíresebb ilyen iskola a jagjú sinkage-rjú, melyet közvetlenül Nobucuna segített Jagju Munejosinak létrehozni a Jagju-rjú és a Sinkage-rjú ötvözésével.
Idővel, az ötvöződések miatt, Sinjkage-rjú lett az egyik legelterjedtebb irányzat a kendzsucuban. Ehhez hasonló utat csak az Ito-rjú tudott bejárni.
Az ismertebb iskolák közül a Sinkage-rjúból származtatja magát például a  Dzsikisinkage-rjú kendzsucu és a Sinkage-rjú Iaido is.

## Fordítás
- Ez a szócikk részben vagy egészben  a   Shinkage-ryū című angol Wikipédia-szócikk ezen változatának fordításán alapul.  Az eredeti cikk szerkesztőit annak laptörténete sorolja fel. Ez a jelzés csupán a megfogalmazás eredetét és a szerzői jogokat jelzi, nem szolgál a cikkben szereplő információk forrásmegjelöléseként.